# Villa Borghese e Villa Pamphili
Das Fauna-Flora-Habitat-Gebiet Villa Borghese e Villa Pamphili liegt in der italienischen Hauptstadt Rom. Das insgesamt etwa 3,5 km² große Schutzgebiet umfasst die Parkanlagen der Villa Borghese und der Villa Doria Pamphilj und zeichnet sich insbesondere durch alte Baumbestände aus, die Lebensraum für xylobionte Käfer wie den Eremiten und den Heldbock sind. Auch der Eisvogel, die Haselmaus, das Gewöhnliche Stachelschwein und die Europäische Sumpfschildkröte sind in den weitläufigen Parkanlagen anzutreffen.

## Schutzzweck

### Arteninventar
Folgende Arten von gemeinschaftlichem Interesse sind für das Gebiet gemeldet:
| Bild                         | EU Code | * | Art                          | wissenschaftlicher Name | Artengruppe |
| ---------------------------- | ------- | - | ---------------------------- | ----------------------- | ----------- |
|                              | 1088    |   | Großer Eichenbock            | Cerambyx cerdo          | Käfer       |
| Eremit                       | 1084    | * | Eremit                       | Osmoderma eremita       | Käfer       |
| Europäische Sumpfschildkröte | 1220    |   | Europäische Sumpfschildkröte | Emys orbicularis        | Reptilien   |